# Segregace (tuhnutí)
Segregace je proces vzniku nerovnoměrného chemického složení ve výsledné struktuře látek při nerovnoměrném tuhnutí roztoků. Neprobíhá-li ochlazování difuzí až do rovnovážných podmínek, vzniká segregací v jedné fázi nerovnoměrné složení (ať už vlivem příměsí nebo nečistot), projevující se například v horších vlastnostech odlitků.
Rozdíly složení lze omezit dlouhodobou temperací pod teplotou pevného skupenství, tento postup označujeme jako homogenizační žíhání. Vysokoteplotní difuzí lze rozdíly v koncentracích zejména u jemnozrnných materiálů zcela eliminovat. Jinou metodou je také rychlé chlazení, při kterém atomy vůbec nezačnou difundovat a vytvářet při krystalizaci v prvních krystalech místa o vyšší koncentraci složky s vyšší teplotou tání.

## Využití
Segregace se využívá při fyzikálním čištění materiálů, kdy nečistoty s nižší teplotou tání vypuzujeme do zbytku taveniny. Zonální rafinace se využívá např. k rafinaci křemíku pro dosažení vysoké polovodičové čistoty, při této metodě se přesouvá nečistota pomocí roztavené zóny postupně k jedné straně tyčového polotovaru, kde je možno část obsahující nečistoty oddělit a případně znovu použít.